# Auszmann György
Auszmann György (Magyaralmás, Fejér vármegye, 1894. március 13. – Magyaralmás, 1969. március 15.) magyarországi német származású gazdálkodó, Fejér megyei helyi politikus, kommunista párti országgyűlési képviselő (1947–1949).

## Élete
Auszmann Gáspár és Eisele Teréz házasságából született, római katolikus vallásban, öt fiútestvér közül negyedikként. Dédapja német telepes volt Vérteskozmán; apja fiatalabb korában béresként szolgált, majd saját földjén gazdálkodott. A testvérek közül a legidősebb, Imre (1882–?) kivándorolt az Egyesült Államokba; János (1886–1902) meghalt tizenéves korában; István (1890–?) eltűnt az első világháborúban, a legkisebb fiú, Péter pedig 1900–1960 között épp hatvan évet élt, élete nagy részében önállóan gazdálkodott, majd utolsó éveiben termelőszövetkezeti tag lett.
Ő maga hat elemi iskolai osztályt járt ki, majd cselédként kezdett dolgozni. Munkája eredményeként az örökségéből származó földbirtokot idővel 15 katasztrális holdnyira sikerült kiegészítenie, ami mellé ugyanannyit bérelt is, és e földeken gazdálkodott. Katonaként vett részt az első világháborúban – az orosz fronton meg is sebesült –; felépülését követően újból harctéri szolgálatra vezényelték, és csak 1918 novemberében szerelt le.
A Tanácsköztársaság kikiáltását követően, 1919. június 15-én beválasztották szülőfaluja direktóriumába. E szerepvállalásáért később letartóztatták, három hónapra börtönbe is zárták, ahonnan csak 1921. június 28-án szabadult – ám még további három éven át csendőri felügyelet alatt állt. Szabadulását követően a Magyarországi Földmunkások Országos Szövetsége móri csoportjának tagjaként lett az 1920-as évek agrármozgalmainak egyik résztvevője.
A későbbiekben elvégezte a Magyar Parasztszövetség ezüstkalászos gazdatanfolyamát, ami után megválasztották a magyaralmási gazdakör elnökévé. 1940-ben felvásárlói beosztásban alkalmazta a Hombár Gabonaforgalmi Részvénytársaság. 1944 végén a megszálló német hatóságok Dunaszerdahelyre internálták, majd büntetőszázadba osztották. Onnan 1945 februárjában megszökött, majd hazajutását követően nem sokkal belépett a Magyar Kommunista Pártba (MKP).
Szülőfalujában, a front elvonulását követően elnöke lett a helyi nemzeti bizottságnak, majd a földosztó bizottságnak is (a földosztás eredményeként 5 holdnyi földet kapott, ahol a továbbiakban, a termelőszövetkezet megalakulásáig egyéni gazdálkodást folytatott. Megválasztották a települési MKP-szervezet elnökévé, kevéssel utóbb pedig a Fejér megyei pártbizottságba és pártválasztmányba is bekerült.
Ugyancsak elindult az 1947. augusztus 31-én tartott országgyűlési választáson is, ahol mandátumot is szerzett, az MKP színeiben, mint a Fejér és Komárom-Esztergom vármegyéket, illetve Székesfehérvár törvényhatósági jogú várost magában foglaló választókerület egyik jelöltje. Az MKP és a Magyarországi Szociáldemokrata Párt (MSZDP) összeolvadása után átigazolták az így létrejött Magyar Dolgozók Pártjába (MDP) is, de a következő választáson, 1949-ben már nem jelölték; ugyanabban az évben kiszorult a megyei pártvezetésből is.
Élete hátralévő éveiben – nyugdíjazásáig – a magyaralmási Új Élet Termelőszövetkezetben dolgozott.

## Elismerései
- Tanácsköztársasági Emlékérem, 1959.
- Munka Érdemrend ezüst fokozata, 1969.

## Magánélete
1920-ban szülőfalujában kötött házasságot Kerper Katalinnal (1898–1983). Öt gyermekük közül az elsőszülött György (1920–1991) tanár lett, pályája csúcsán iskolaigazgató volt; Katalin (1924–2012) raktárosként, Teréz (1928–2020) háztartásbeliként élte az életét. László (1931) építészmérnök, Gyula (1940) pedig mélyépítő technikus lett.